# Willington Ortiz
Willington Alfonso Ortiz Palacio (* 26. března 1952, Tumaco) je bývalý kolumbijský fotbalista.
Hrál na postu záložníka za Millonarios, Deportivo Cali a América de Cali.

## Hráčská kariéra
Willington Ortiz hrál na postu záložníka za Millonarios, Deportivo Cali a América de Cali.
Za Kolumbii hrál 49 zápasů a dal 12 gólů.

## Úspěchy
Millonarios
- Kolumbijská liga (2): 1972, 1978

América de Cali
- Kolumbijská liga (4): 1983, 1984, 1985, 1986